# Wachovia Plaza
Le Wachovia Plaza appelé désormais 999 Peachtree est un gratte-ciel de 121 mètres de hauteur construit à Atlanta en 1987.
L'immeuble abrite des bureaux sur 28 étages.
L'architecte est l'agence Heery International, Inc.